# Santiago Montenegro
Santiago Montenegro fue uno de los primeros pobladores permanentes de la zona que hoy ocupa la ciudad de Rosario, Santa Fe, Argentina a quien se le debe el origen del primer trazado urbano de la misma y por este motivo algunos investigadores lo consideran el "fundador" de la ciudad.
Nacido en Santiago del Estero hacia 1696 llegó al Pago de los Arroyos ―nombre con el que se conocía entonces a la zona― en 1724, cuando contaba veintiocho años de edad, y se estableció en terrenos que adquirió a los sucesores de Luis Romero de Pineda, quienes poseían una gran estancia en la región, otorgada por merced real en 1689. La fracción abarcaba el área comprendida por las actuales calles Laprida, Córdoba, Primero de Mayo y Urquiza.
En un primer momento, Montenegro se dedicó al flete de mulas desde y hacia Potosí, actividad importante entonces y que integraba al área platense con los circuitos económicos del Alto Perú. Se dedicó, además a la explotación agro-ganadera. Más tarde instaló una pulpería y un molino. ubicados en las proximidades de lo que es hoy el Palacio Vasallo, sede del Concejo Municipal de Rosario.
En 1730, la importancia del poblado, hizo que las autoridades civiles y eclesiásticas de Buenos Aires decidieran crear el Curato del Pago de los Arroyos, ordenándose al cura de Santa Fe, entregar a la nueva parroquia todos los ornamentos de la Capilla de Nuestra Señora del Rosario de la reducción calchaquí que se había desalojado de la zona del Salado.
El párroco, Ambrosio de Alzugaray, cambió la imagen de Nuestra Señora de la Concepción que hasta entonces se veneraba en el pago, por la que habían traído del Salado, pasando entonces a llamarse el villorrio Capilla del Rosario. En tanto, por sus servicios en la permanente lucha contra los indígenas, Santiago Montenegro recibió el grado de capitán.
En 1746, los vecinos lo designaron como responsable de la construcción de la capilla; su tarea consistía, sobre todo, en administrar los dineros de las limosnas que entregaban los feligreses para tal fin.
Tiempo después, en 1751, fue nombrado Alcalde de la Santa Hermandad; funcionario encargado de ejercer el poder de policía y administrar justicia tanto en el poblado como en la campaña circundante.
En el año 1757, fue designado otra vez Alcalde y el 12 de noviembre de ese mismo año, por Acta hizo donación a la Iglesia del terreno donde se estaba construyendo la capilla, la cual queda terminada en 1762. Esta donación, y otras que realizara por testamento, marcan el inicio de la urbanización del poblado. El propio Montenegro lo concibió de esta manera como se desprende de su provisión de dejar espacios para calles y para una plaza pública. Esta temprana vocación ha sido reconocida por la ciudad de Rosario, recordando su nombre en una plaza céntrica de la misma.
Santiago Montenegro falleció en 1771 y sus restos fueron sepultados en la capilla que ayudara a levantar. 